# 四国犬
四国犬（しこくけん、しこくいぬ）は、四国地方（主に高知県）原産の中型の犬の品種。日本犬の一種である。1937年（昭和12年）6月に土佐犬（とさけん）の名で国の天然記念物に指定されている。しかし「土佐闘犬」とまぎらわしく、土佐（高知県）以外にも居たということもあり、昭和14年ごろから四国犬と呼ばれるようになった。

## 概要
古来「土佐犬」と呼ばれていた中型の犬である。土佐闘犬との混同をさけるために、四国犬と改称された。読み方は「しこくけん」、または「しこくいぬ」である。
本来の作出目的は、四国山地周辺の山村における鹿や猪等の狩猟およびそれに伴う諸作業。山地での激しい狩りにも耐えうる体力・持久力がある。温暖湿潤気候に強い。体格は柴犬より大柄。
1937年（昭和12年）6月15日に文部省（現・文部科学省）により、天然記念物に指定された。
骨格の特徴から弥生犬をルーツに持つとされる。

## 特徴
体高は雄52cm（49cm-55cm）、雌49cm（46cm-52cm）。体重は雄17kg-23kg、雌15kg-18kgとしている。
毛色は胡麻毛が多く、その中でも赤胡麻・黒胡麻として区別される。胡麻毛に特有の黒・赤・白が混ざり合う色彩の対照は複雑な幽玄の美がある。
主人には異常なまでに忠実だが、よそ者には警戒するため、番犬に適する。よそ者にはふとしたことでも噛みついたりと非常に攻撃的なため、散歩中などは注意が必要である。

## 地域特性
もともとこの犬種は本川系、幡多系、安芸系、宇和島系と呼ばれる地域特性があった。しかし、安芸系は衰退し、幡多系と宇和島系はほぼ同じで差異が無い。近年、幡多系と本川系は混血が進み、地域特性は無くなりつつある。

### 本川系
高知県土佐郡に属していた旧本川村産の系統である。
眼の色素は濃く、目つきはよく釣り上がっていて、他の系統よりも精悍さを感じさせる。筋骨が良く締まった痩せ型で、無駄な皮下脂肪はない。毛色は胡麻毛が多い。黒四ッ目が特徴的である。

### 幡多系
高知県幡多郡の山中の系統である。幡多郡に隣接する宇和島市の宇和島系は幡多系に近い特徴を持っている。
体型の重厚さが特徴的であり、ややズングリとしているが前半身が発達していて、頭蓋は太くて耳は小さい。骨量に富んでいて、綿毛は本川系よりも多い。胸は広くて暑く、押し出しは堂々としていて王者の風格がある。毛色は胡麻が多いが赤も存在して、黒四ッ目は殆どない。

### 安芸系
高知県安芸郡の系統であり、野根山に住んでいたニホンオオカミの血を引いていると言われた。しかし、第二次世界大戦前の時点で純血度が低下していて、優秀犬はいなくなっていた。

## ニホンオオカミ目撃情報における混乱
四国犬は日本犬の中で最も素朴な風貌と評される事もあるように、猟犬としてニホンオオカミと交配させたとの伝承もあり、外見が似ているとしばしば言われる。しかし、それ故にニホンオオカミの目撃情報の際、見間違いの候補として挙げられやすい犬種でもある。2000年7月8日の大分県・祖母山の山地で目撃された動物が四国犬ではないかとされた。2001年3月に大分県の山小屋に飼い主らしき人物による四国犬を放した旨の謝罪文が書かれた張り紙が発見されるも、この紙を張り出した人物の正体は分かっていない。また謝罪文に添付された犬のイラストは記事の写真を模写したのではないかとされ、張り紙そのものがいたずらの類だとされているが、撮影された動物の形態は頭部こそ四国犬と似ている点があるものの、四肢や胴の長さの特徴は明らかに四国犬では無いとの指摘もある。

## 飼育上の注意
アジア動物医療研究センター・センター長のパンク町田は、四国犬は猟犬であるため動くものに関心を持ちやすく、他の犬種に比較してよく人に噛みつく犬であると説明している。動きがとても速く、時速60kmでの走りがあること、飼い主ただ一人に慣れる性質をもつため、扱いには注意が必要である。
- 2024年2月7日、群馬県伊勢崎市の2ヶ所の公園付近で7歳から63歳までの12人が中型の四国犬に足などを咬まれて負傷した。犬は現場近くで捕獲され、動物愛護センターに送られている[12][13]。同年3月11日、警察は過失傷害および飼育していた四国犬7頭に狂犬病の予防接種を受けさせていなかった狂犬病予防法違反の疑いで、飼い主とその妻を書類送検した。また、2023年12月に飼い主の妻が散歩させていた犬が女児にかみついて負傷させた容疑も持たれている。二人は容疑を認め、調べに対して「フェンスがあるので脱走するとは思わなかった。予防接種は犬の体に悪い影響があると思い、受けさせなかった」などと話したという。同年7月31日、伊勢崎区検は二人を書類送検、伊勢崎簡裁はそれぞれに罰金50万円の略式命令を出した[14]。